# Sailly-lez-Lannoy
Pour les articles homonymes, voir Sailly.
Sailly-lez-Lannoy est une commune française située dans le département du Nord, en région Hauts-de-France. Elle fait partie de la Métropole européenne de Lille.

## Géographie

### Communes limitrophes

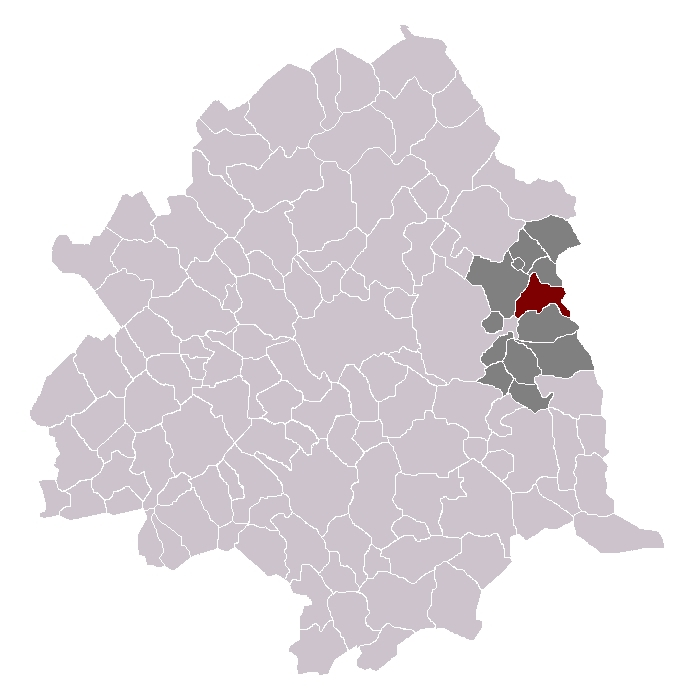
Sailly-lez-Lannoy dans son canton et son arrondissement.

| Hem               | Toufflers         |                                 |
|                   | Sailly-lez-Lannoy | Templeuve (Tournai) ( Belgique) |
| Villeneuve-d'Ascq | Willems           |                                 |

### Hydrographie

#### Réseau hydrographique
La commune est située dans le bassin Artois-Picardie. Elle est drainée par la Petite Marque, le Courant de robigeux, le Rieu du pas wasmes et un autre petit cours d'eau,.

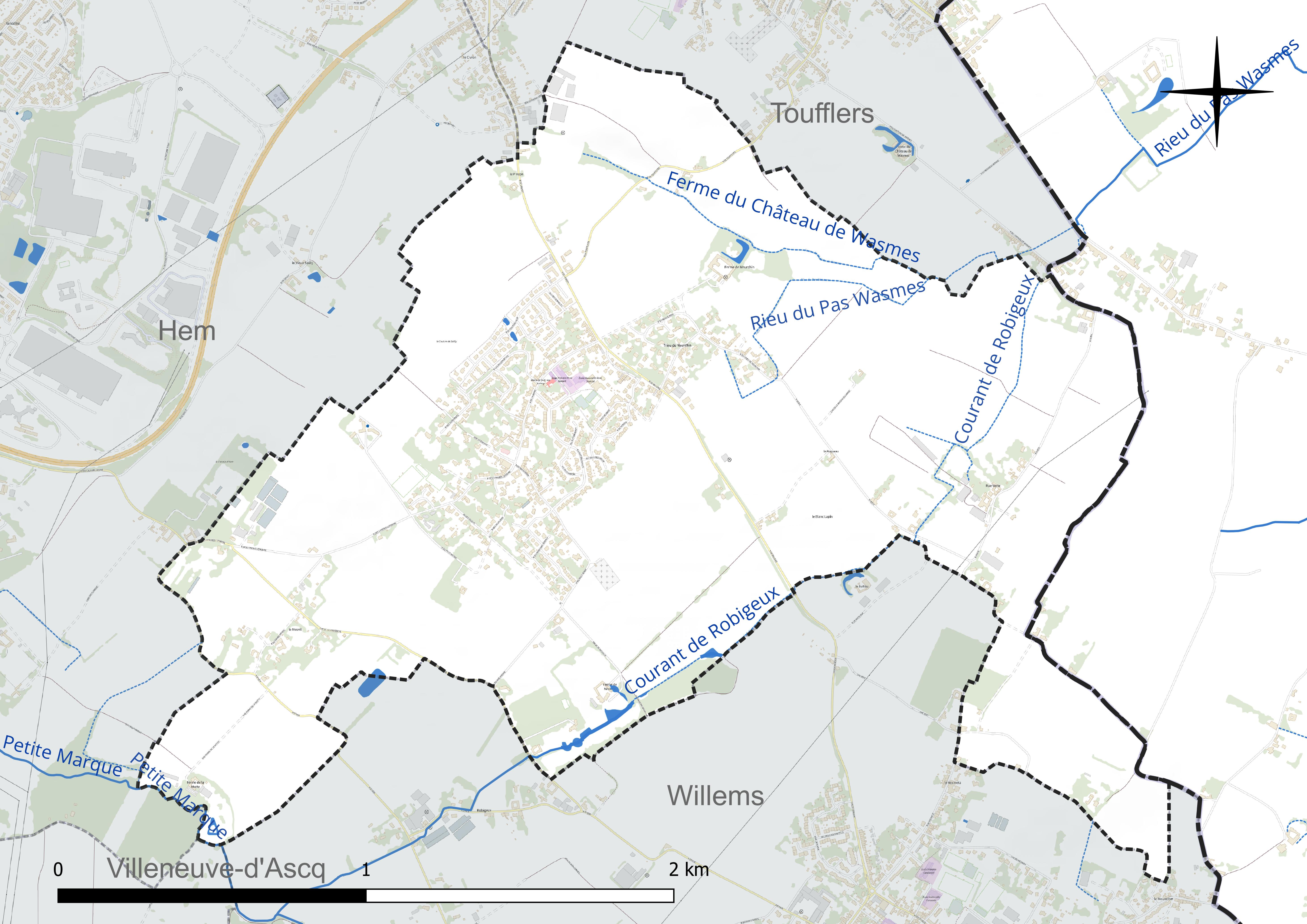
Réseau hydrographique de Sailly-lez-Lannoy.

#### Gestion et qualité des eaux
Le territoire communal est couvert par le schéma d'aménagement et de gestion des eaux (SAGE) « Marque Deûle ». Ce document de planification concerne un territoire de 1 120 km2 de superficie, délimité par les bassins versants de la Marque et de la Deûle, formant une vaste cuvette sédimentaire de 40 km de long et de 25 km de large, où la pente est très faible. Le périmètre a été arrêté le 2 décembre 2005 et le SAGE proprement dit a été approuvé le 9 mars 2020. La structure porteuse de l'élaboration et de la mise en œuvre est la Métropole européenne de Lille. 
La qualité des cours d'eau peut être consultée sur un site dédié géré par les agences de l'eau et l'Agence française pour la biodiversité. 

### Climat
Pour des articles plus généraux, voir Climat des Hauts-de-France et Climat du Nord.
En 2010, le climat de la commune est de type climat océanique dégradé des plaines du Centre et du Nord, selon une étude du CNRS s'appuyant sur une série de données couvrant la période 1971-2000. En 2020, Météo-France publie une typologie des climats de la France métropolitaine dans laquelle la commune est exposée à un climat océanique et est dans la région climatique  Nord-est du bassin Parisien, caractérisée par un ensoleillement médiocre, une pluviométrie moyenne régulièrement répartie au cours de l'année et un hiver froid (3 °C). 
Pour la période 1971-2000, la température annuelle moyenne est de 10,6 °C, avec une amplitude thermique annuelle de 14,5 °C. Le cumul annuel moyen de précipitations est de 691 mm, avec 11,9 jours de précipitations en janvier et 9,5 jours en juillet. Pour la période 1991-2020, la température moyenne annuelle observée sur la station météorologique la plus proche, située sur la commune de Lesquin à 10 km à vol d'oiseau, est de 11,3 °C et le cumul annuel moyen de précipitations est de 740,0 mm,. Pour l'avenir, les paramètres climatiques de la commune estimés pour 2050 selon différents scénarios d'émission de gaz à effet de serre sont consultables sur un site dédié publié par Météo-France en novembre 2022.

## Urbanisme

### Typologie
Au 1er janvier 2024, Sailly-lez-Lannoy est catégorisée ceinture urbaine, selon la nouvelle grille communale de densité à sept niveaux définie par l'Insee en 2022.
Elle appartient à l'unité urbaine de Lille (partie française), une agglomération internationale regroupant 60  communes, dont elle est une commune de la banlieue,,. Par ailleurs la commune fait partie de l'aire d'attraction de Lille (partie française), dont elle est une commune de la couronne,. Cette aire, qui regroupe 201 communes, est catégorisée dans les aires de 700 000 habitants ou plus (hors Paris),.

### Occupation des sols
L'occupation des sols de la commune, telle qu'elle ressort de la base de données européenne d'occupation biophysique des sols Corine Land Cover (CLC), est marquée par l'importance des territoires agricoles (84,8 % en 2018), en diminution par rapport à 1990 (89,6 %). La répartition détaillée en 2018 est la suivante : 
terres arables (73 %), zones urbanisées (15,2 %), prairies (8,4 %), zones agricoles hétérogènes (3,4 %). L'évolution de l'occupation des sols de la commune et de ses infrastructures peut être observée sur les différentes représentations cartographiques du territoire : la carte de Cassini (XVIIIe siècle), la carte d'état-major (1820-1866) et les cartes ou photos aériennes de l'IGN pour la période actuelle (1950 à aujourd'hui).

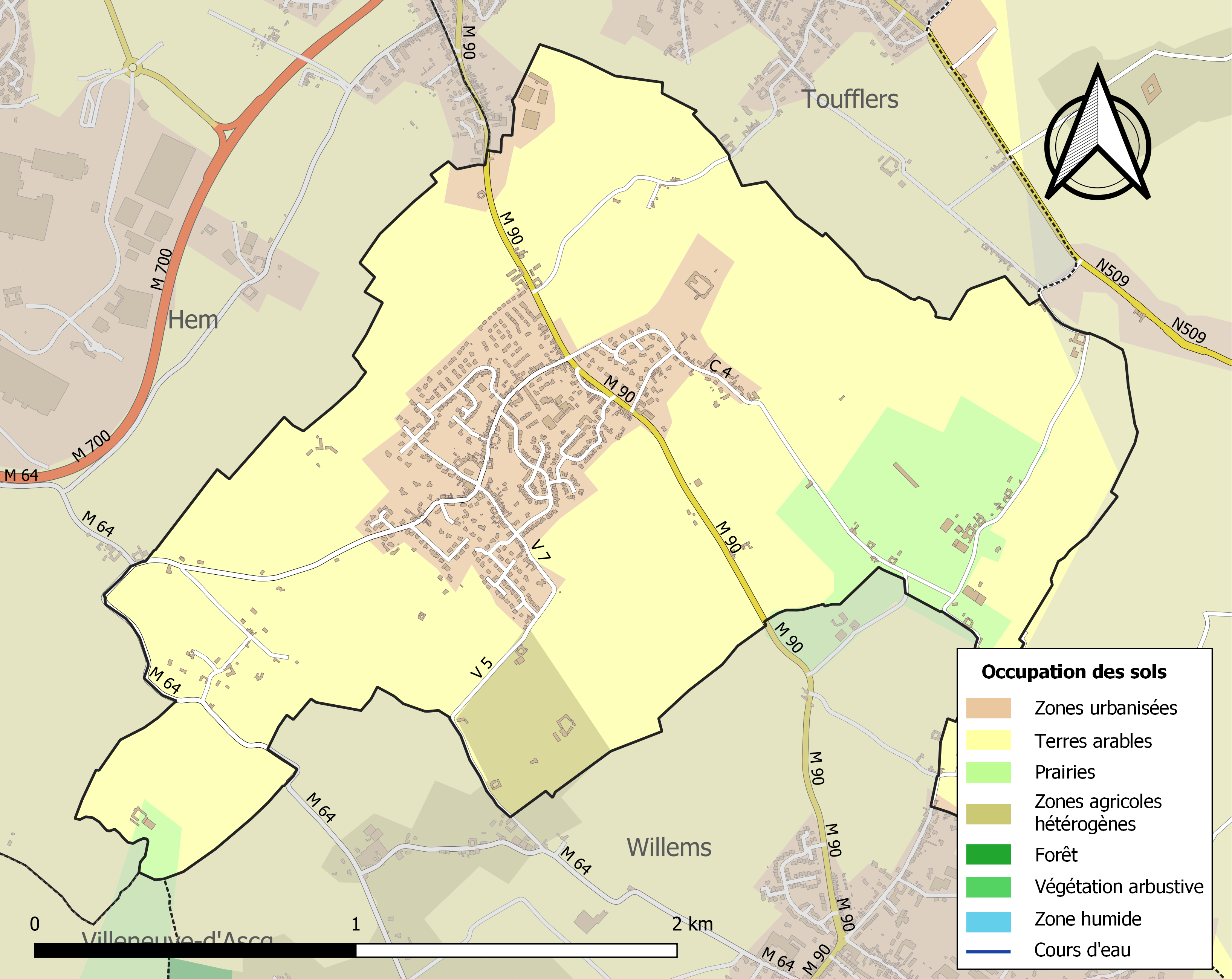
Carte des infrastructures et de l'occupation des sols de la commune en 2018 (CLC).

### Voies de communication et transports
La commune est desservie, en 2023, par les lignes 66, 78, 910 et la ligne de transport à la demande 20R du réseau Ilévia.

## Toponymie
Zelleken en flamand.

## Histoire
Les premiers écrits sur Sailli, devenue ensuite Sailly-lez-Lannoy, datent de 1211.

## Héraldique
|  | Les armes de Sailly-lez-Lannoy se blasonnent ainsi : « De sable au chef d'argent. » |

## Politique et administration

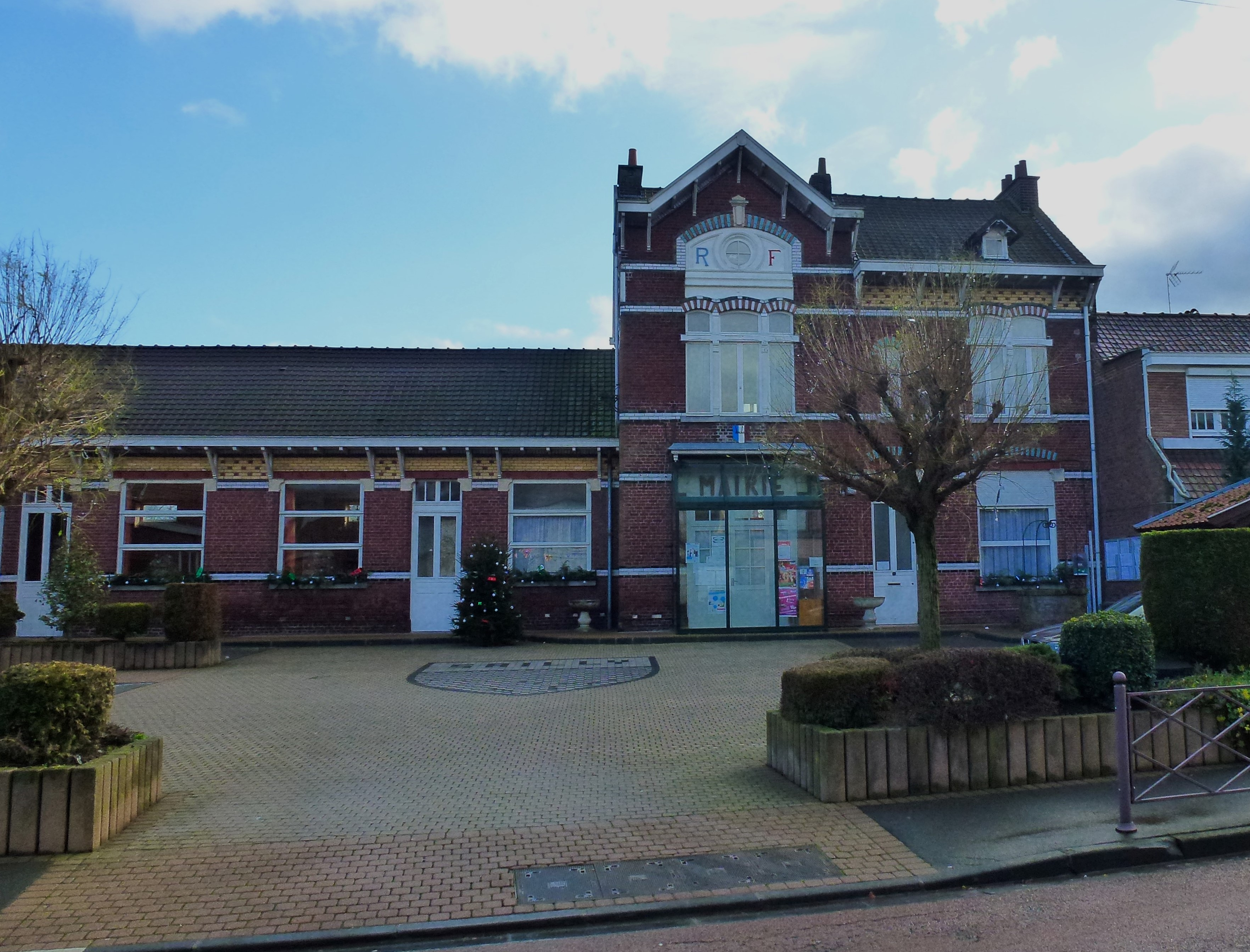
La mairie de Sailly-lez-Lannoy.

Maire en 1802-1803 : P. Delobel.
Maire en 1807 : Lepercq.

Maire en 1881 : Bouchery.
| Période                                  | Période      | Identité             | Étiquette | Qualité           |
| ---------------------------------------- | ------------ | -------------------- | --------- | ----------------- |
| janvier 1945                             | avril 1945   | Étienne Leuridan     |           | À défaut de maire |
| avril 1945                               | octobre 1947 | Étienne Leuridan     |           |                   |
| novembre 1947                            | avril 1952   | Adrien Lepers        |           |                   |
| avril 1952                               | mai 1952     | Paul Joveneaux       |           | À défaut de maire |
| mai 1952                                 | avril 1965   | Paul Joveneaux       |           |                   |
| avril 1965                               | mars 1983    | Adolphe Laude        |           |                   |
| mars 1983                                | mars 1995    | René Sœtard          |           |                   |
| mars 1995                                | juin 1995    | Régis Samain         |           | Adjoint           |
| juin 1995                                | mars 2008    | Bernadette Delporte  |           |                   |
| mars 2008                                | mars 2014    | Jean-Pierre Dujardin |           |                   |
| mars 2014                                | En cours     | Éric Skyronka        | DVD       |                   |
| Les données manquantes sont à compléter. |              |                      |           |                   |

### Instances judiciaires et administratives
La commune relève du tribunal d'instance de Lille, du tribunal de grande instance de Lille, de la cour d'appel de Douai, du tribunal pour enfants de Lille, du tribunal de commerce de Tourcoing, du tribunal administratif de Lille et de la cour administrative d'appel de Douai.

## Population et société

### Démographie

#### Évolution démographique
L'évolution du nombre d'habitants est connue à travers les recensements de la population effectués dans la commune depuis 1793. Pour les communes de moins de 10 000 habitants, une enquête de recensement portant sur toute la population est réalisée tous les cinq ans, les populations de référence des années intermédiaires étant quant à elles estimées par interpolation ou extrapolation. Pour la commune, le premier recensement exhaustif entrant dans le cadre du nouveau dispositif a été réalisé en 2008.

En 2022, la commune comptait 1 936 habitants, en évolution de +9,19 % par rapport à 2016 (Nord : +0,51 %, France hors Mayotte : +2,11 %).
| 1793 | 1800 | 1806 | 1821 | 1831 | 1836 | 1841 | 1846 | 1851 |
| ---- | ---- | ---- | ---- | ---- | ---- | ---- | ---- | ---- |
| 650  | 636  | 615  | 799  | 853  | 749  | 875  | 917  | 971  |

| 1856 | 1861  | 1866 | 1872 | 1876 | 1881 | 1886 | 1891 | 1896 |
| ---- | ----- | ---- | ---- | ---- | ---- | ---- | ---- | ---- |
| 976  | 1 026 | 958  | 918  | 895  | 885  | 953  | 973  | 942  |

| 1901 | 1906 | 1911 | 1921 | 1926 | 1931 | 1936 | 1946 | 1954 |
| ---- | ---- | ---- | ---- | ---- | ---- | ---- | ---- | ---- |
| 913  | 923  | 890  | 788  | 863  | 925  | 910  | 856  | 881  |

| 1962 | 1968 | 1975  | 1982  | 1990  | 1999  | 2006  | 2008  | 2013  |
| ---- | ---- | ----- | ----- | ----- | ----- | ----- | ----- | ----- |
| 889  | 844  | 1 032 | 1 406 | 1 639 | 1 763 | 1 776 | 1 779 | 1 704 |

| 2018  | 2022  | - | - | - | - | - | - | - |
| ----- | ----- | - | - | - | - | - | - | - |
| 1 926 | 1 936 | - | - | - | - | - | - | - |

#### Pyramide des âges
La population de la commune est relativement jeune.
En 2018, le taux de personnes d'un âge inférieur à 30 ans s'élève à 33,7 %, soit en dessous de la moyenne départementale (39,5 %). À l'inverse, le taux de personnes d'âge supérieur à 60 ans est de 24,4 % la même année, alors qu'il est de 22,5 % au niveau départemental.
En 2018, la commune comptait 959 hommes pour 967 femmes, soit un taux de 50,21 % de femmes, légèrement inférieur au taux départemental (51,77 %).
Les pyramides des âges de la commune et du département s'établissent comme suit.
| Hommes | Classe d’âge | Femmes |
| ------ | ------------ | ------ |
| 0,2    | 90 ou +      | 0,8    |
| 5,2    | 75-89 ans    | 6,1    |
| 18,0   | 60-74 ans    | 18,3   |
| 22,0   | 45-59 ans    | 23,4   |
| 18,7   | 30-44 ans    | 19,9   |
| 14,6   | 15-29 ans    | 13,9   |
| 21,3   | 0-14 ans     | 17,7   |

| Hommes | Classe d’âge | Femmes |
| ------ | ------------ | ------ |
| 0,5    | 90 ou +      | 1,4    |
| 5,3    | 75-89 ans    | 8,1    |
| 14,8   | 60-74 ans    | 16,2   |
| 19,1   | 45-59 ans    | 18,4   |
| 19,5   | 30-44 ans    | 18,7   |
| 20,7   | 15-29 ans    | 19,1   |
| 20,2   | 0-14 ans     | 18     |

## Lieux et monuments
- Église Saint-Pierre (reconstruite en 1787). Dans l'entrée du chœur se trouvent les fonts baptismaux (1535), remontant à l'ancienne église. L'église peut être visitée lors des Journées du Patrimoine
- Château de Neufville (1290), voir [fermes-seigneuriales.histo-nord.com/neuville.html] avec toutefois cette nuance : les armes du porche sont celles de Jacques II de Hennin (et non de Henin) qui était seigneur de Lomeaux, fils de Jacques I de Hennin, seigneur du Fay, et de Rose Hennuyer. Il tenait ce château en tant qu'époux d'Anne Cambier (fille de Pierre Cambier et de Catherine le Pipre), Jacques I étant fils de Claude de Haynin et de Julienne de Preau.

Les armes qui y sont visibles étant d'or à la croix engrêlée de gueules sont une sous-branche des Haynin de Warlaing marquis de Quérénain
Bien avant Pierre Cambier, on trouve en 1293 : Jean de Ruene qui remet château et terres à Guy de Dampierre, comte de Flandres. Celui-ci le revendra en juin 1293. L'ordonnance du 3/02/1459, cite comme propriétaire Jean de Lannoy qui affectera ses terres aux moines du Couvent des Croisiers. Il reste dans cette famille jusqu'en 1611 où il est vendu par le Prince d'Orange, Philippe-Guillaume de Nassau, devenu seigneur de Lannoy par sa mère, qui en était la seule héritière. Ce n'est qu'à partir de 1615 qu'il échoit par achat à Pierre Cambier.
Au fil du temps, on retrouve dans les écrits plusieurs orthographes : Noeufville, Neufville, Neuville. voir:  Musée virtuel de Sailly :
- Ferme de la Motte (1395), actuellement un chenil
- Château Neuf, résidence des sires de Monpinchon (1474) sur l'actuelle départementale reliant Lannoy à Willems.
- Ferme de Meurchin (1450) avec sa motte féodale visitable sur rendez-vous et lors des Journées du Patrimoine

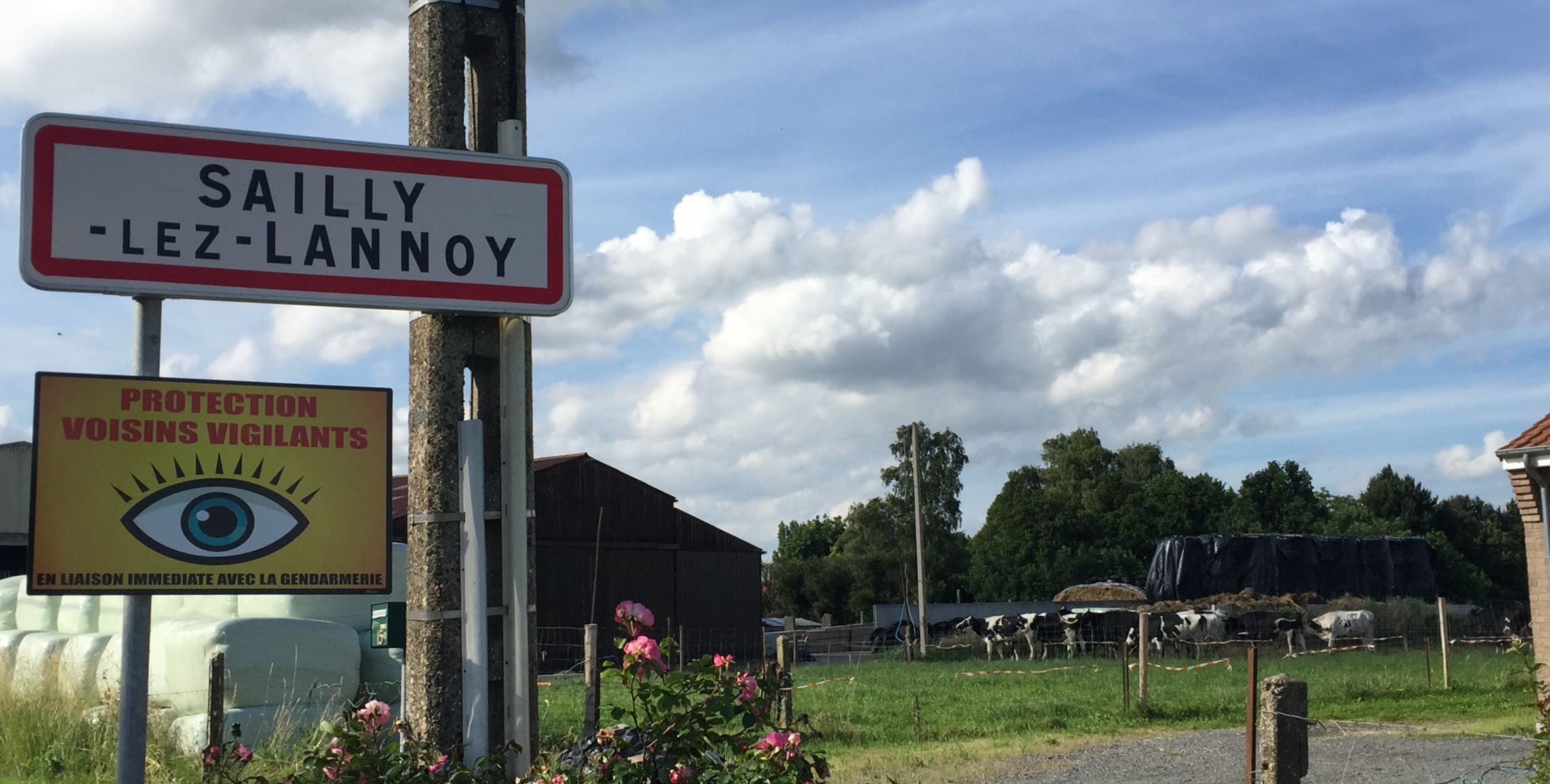
Entrée de Commune

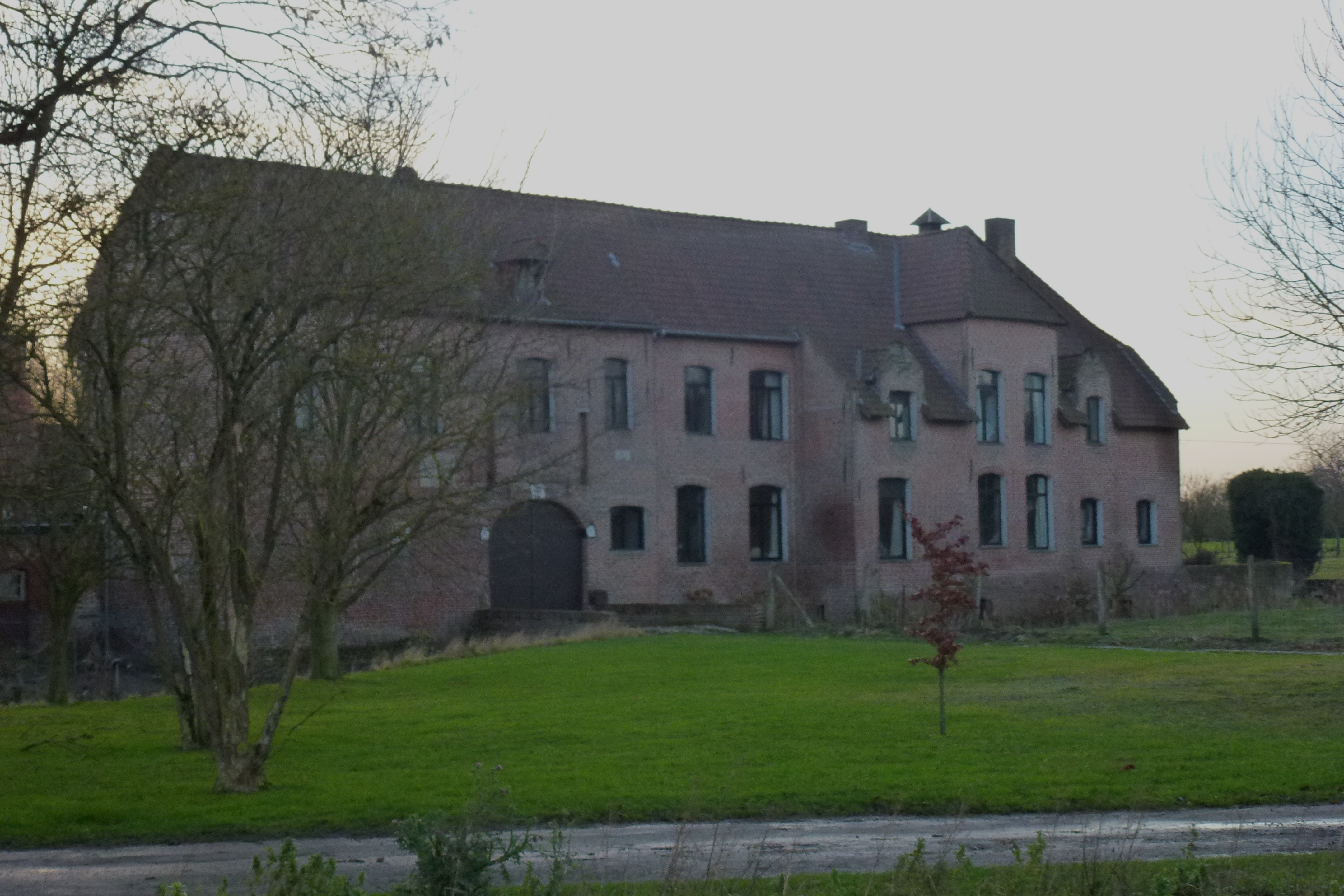
Sailly lez Lannoy - Le manoir de Neuville
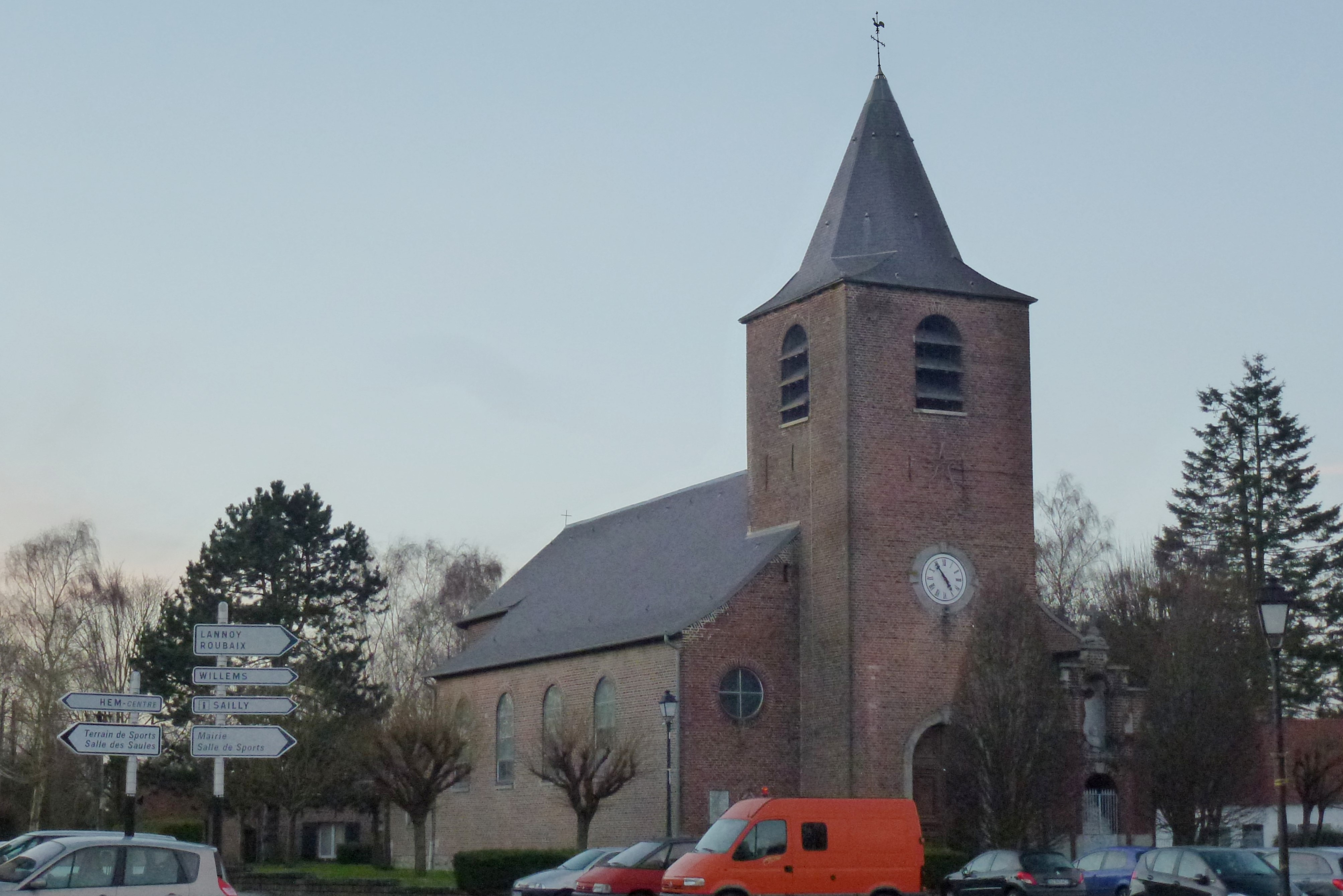
Sailly-Lez-Lannoy, l'église Saint-Pierre
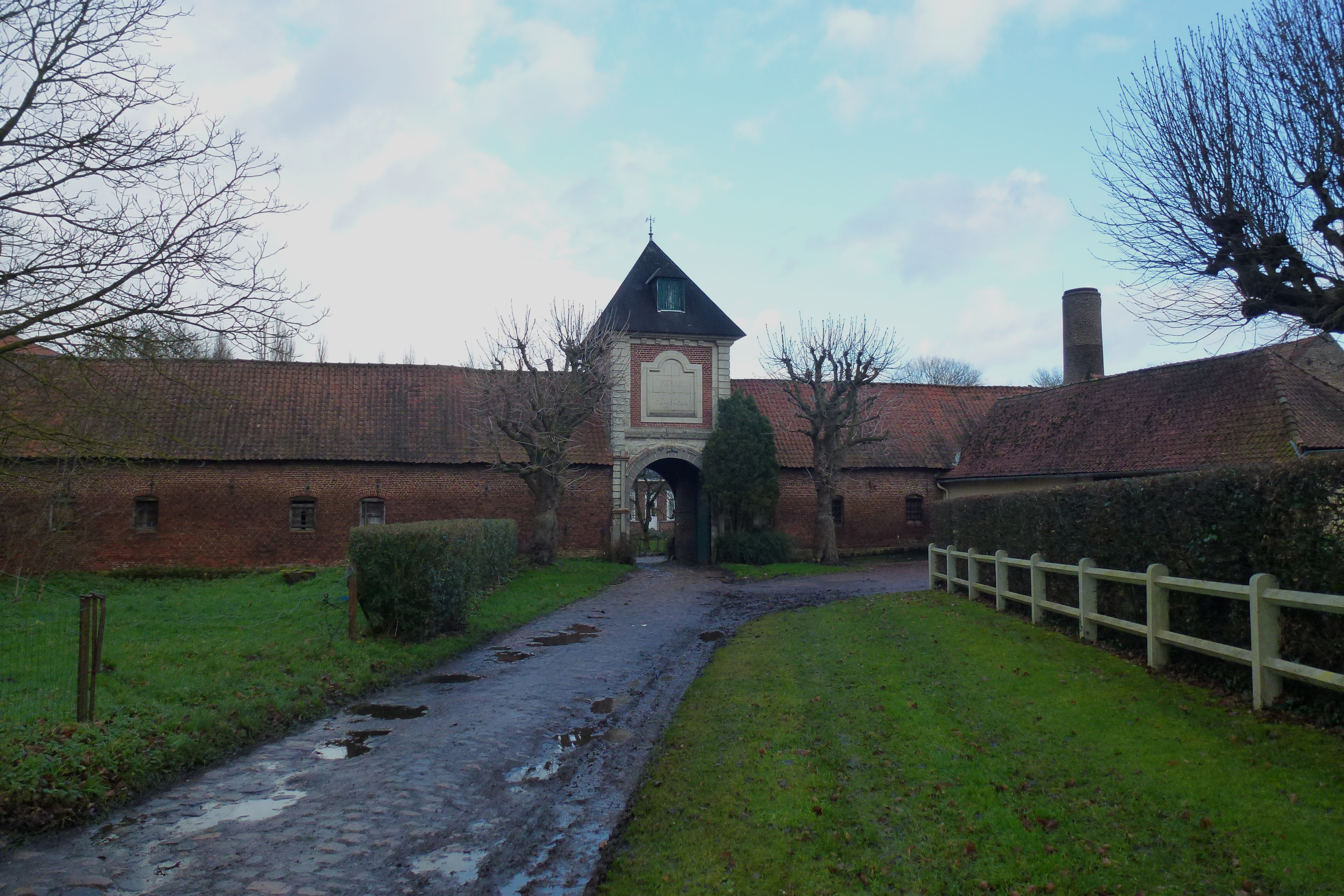
Sailly-Lez-Lannoy, la ferme Meurchin (ancienne brasserie)
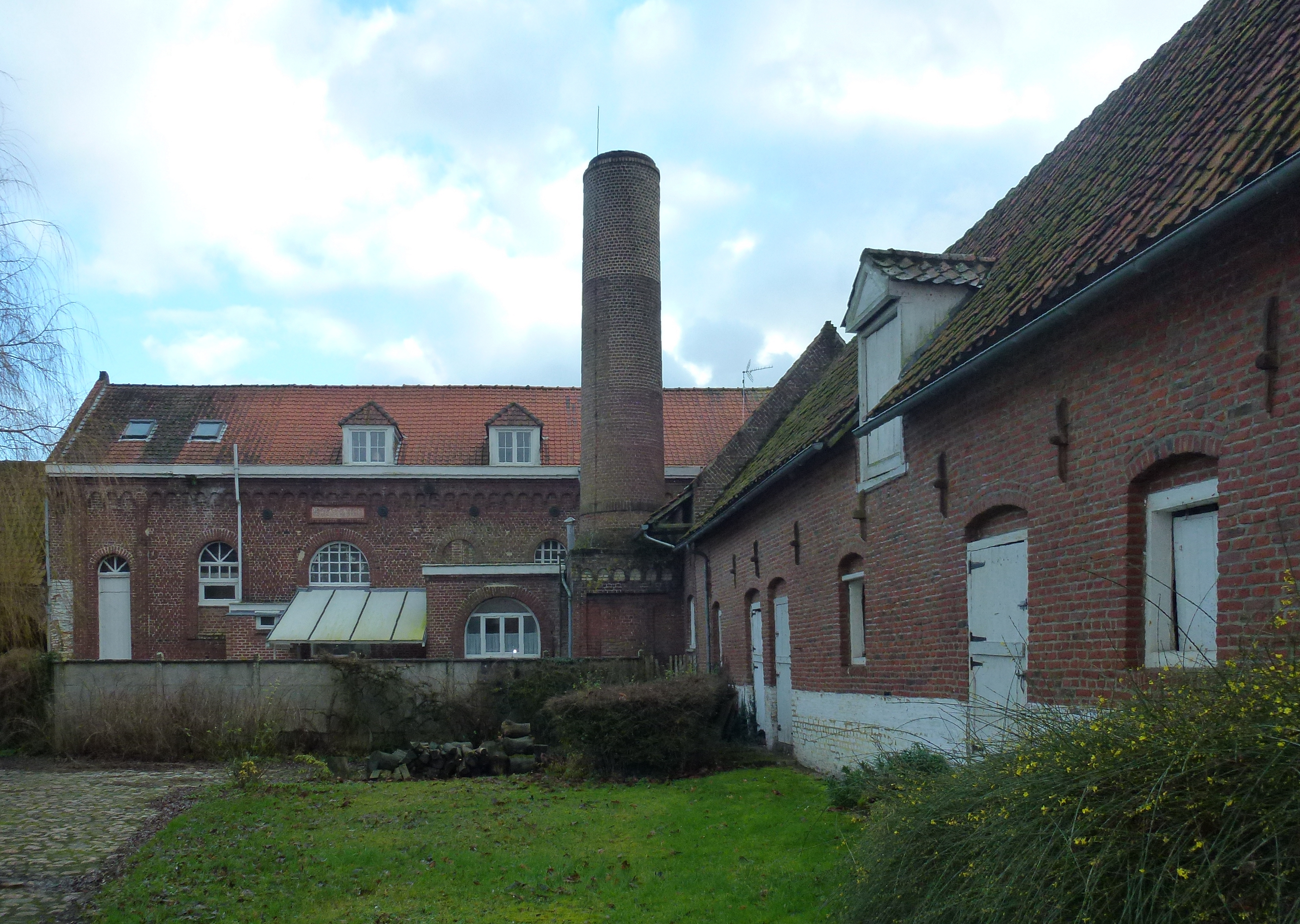
Sailly lez Lannoy ferme Meurchin (ancienne brasserie)

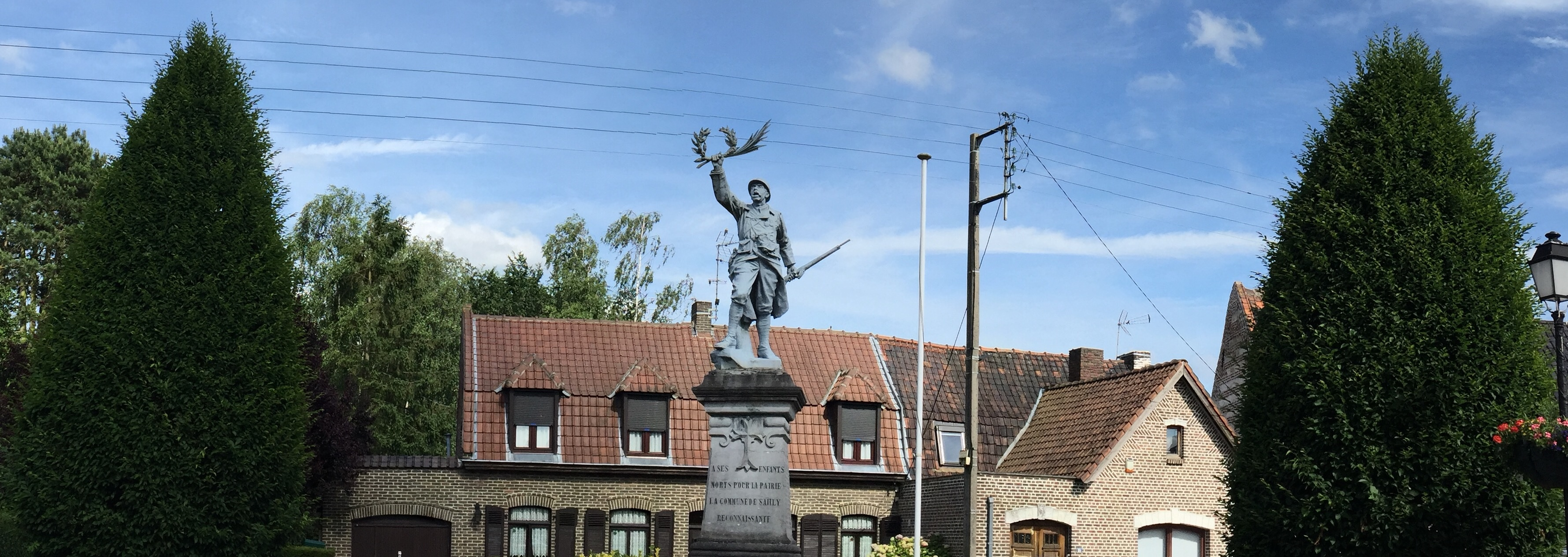
Sailly-Lez-Lannoy, Le monument aux morts

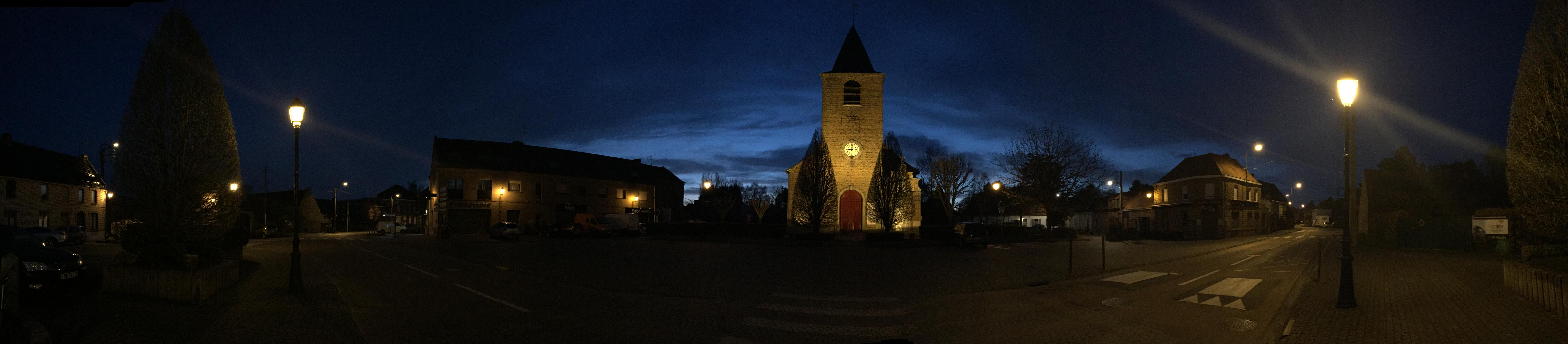
Sailly-lez-Lannoy, L'église St Pierre et sa place

## Associations
- Conseil municipal des enfants
- ESCAL: Espace saillysien pour la culture, les arts et les loisirs
- La Dernière Minute : groupe de comédie musicales des jeunes
- Cadanse Sailly : association de danse de société
- ASES Sailly : association sportive (Badminton, Gym Entretien Adultes, Qi Gong, Randonnée pédestre, Tennis et Volley)
- APE René Soetard  : Association des parents d'élèves des écoles maternelles et primaires de Sailly-lez-Lannoy
- Les Plaques Noires  : Club d'amateurs de véhicules anciens

## Personnalités liées à la commune
- Kej, peintre et performeur né en 1959
- Roger Van Mullem (1914-1984), comédien français et producteur de cinéma  est inhumé au cimetière de Sailly-lez-Lannoy
- Madame Agnès Laude a écrit un livre (sorti en 2008) sur le village, en parallèle avec l'histoire du pays. Le titre : la Petite Histoire de Sailly, dans la grande histoire. Voir:
- Le journaliste et écrivain François Herbaux, qui a vécu à Sailly-lez-Lannoy dans les décennies 1960-1970, a publié un roman aux éditions Nord Avril, intitulé On m'appelle Spoutnik dont l'action se situe en ce lieu.
- Daniel Lamarche, ancien grand pâtissier de la rue de l'Épeule à Roubaix, il prend sa retraite à Sailly-Lez-Lannoy où il exerce de nombreuses activités pour la ville avec sa femme Madeleine[28].
- Jenny Clève, comédienne nordiste, marraine du Géant du Village, Jean Gab'Lou, depuis le 18 mai 2019.

## Galerie

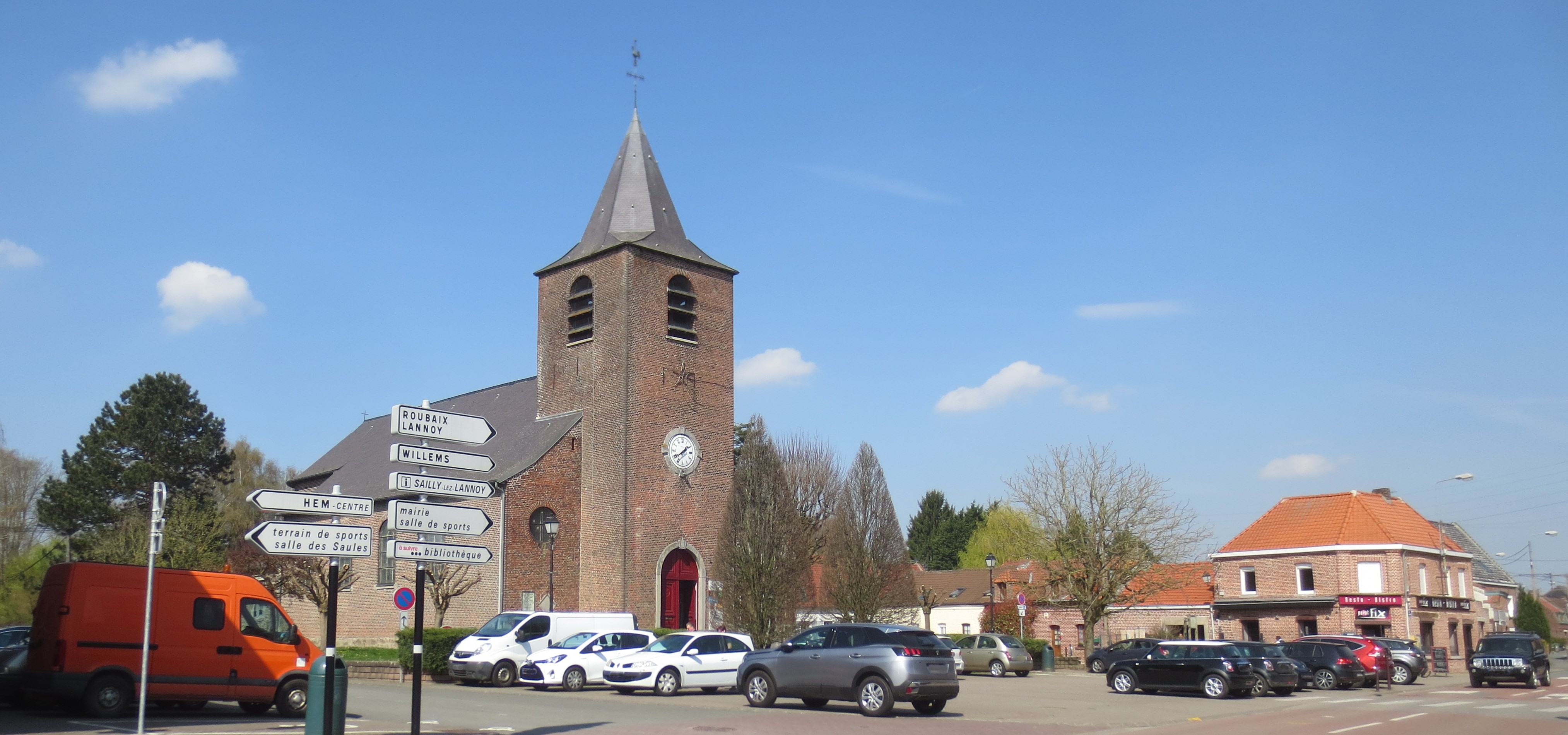
L'église.
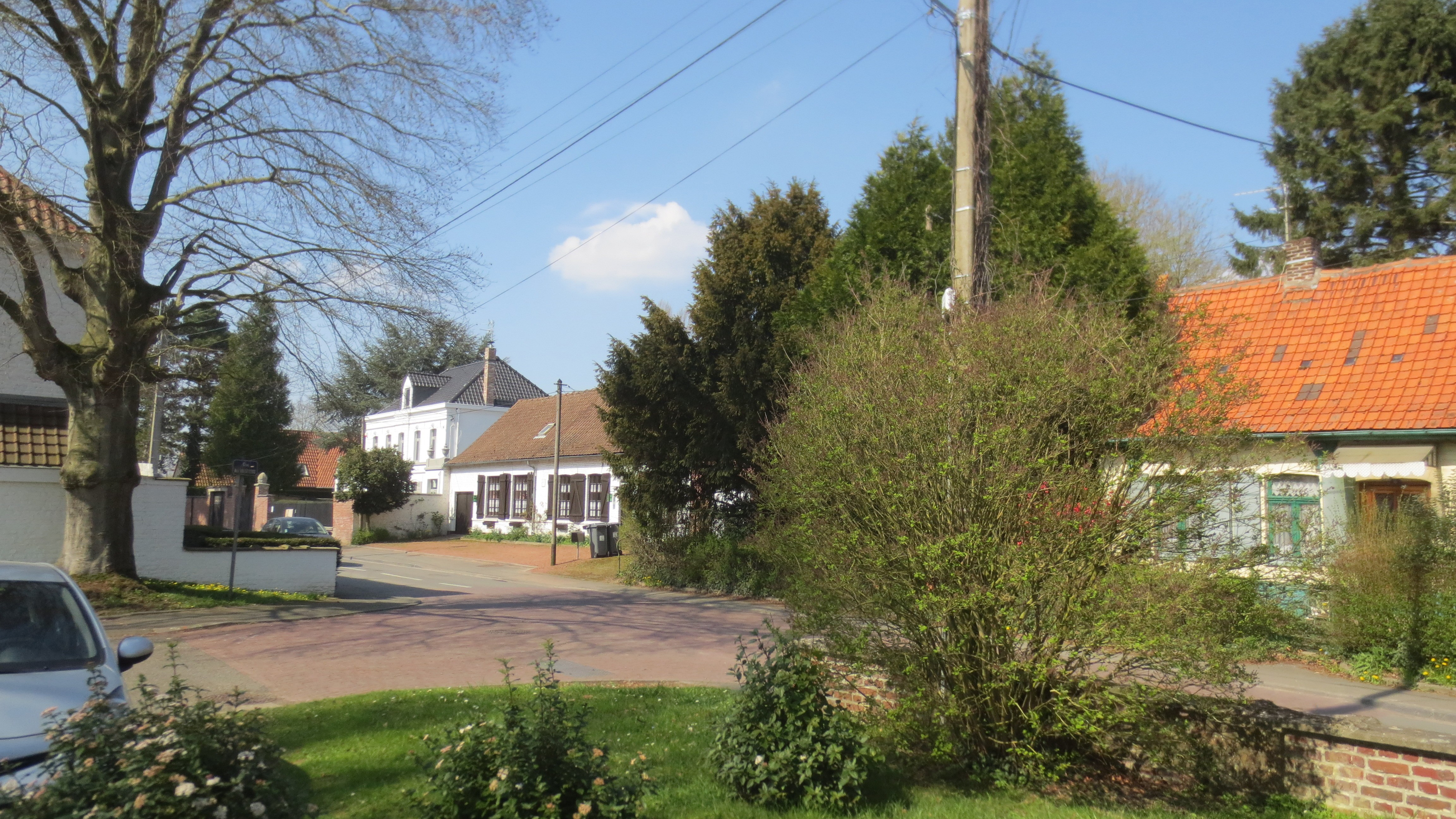
Le village.
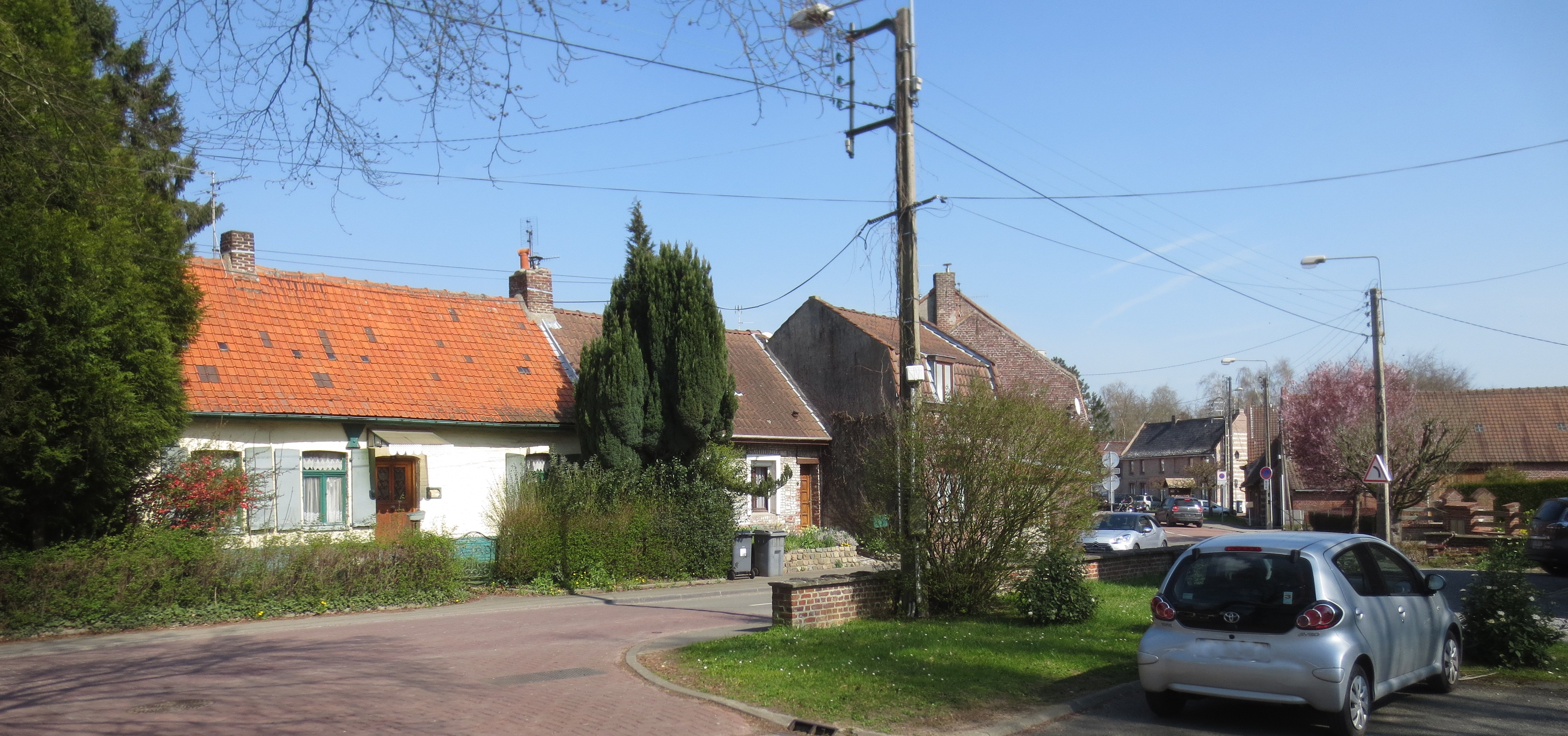
Une rue.
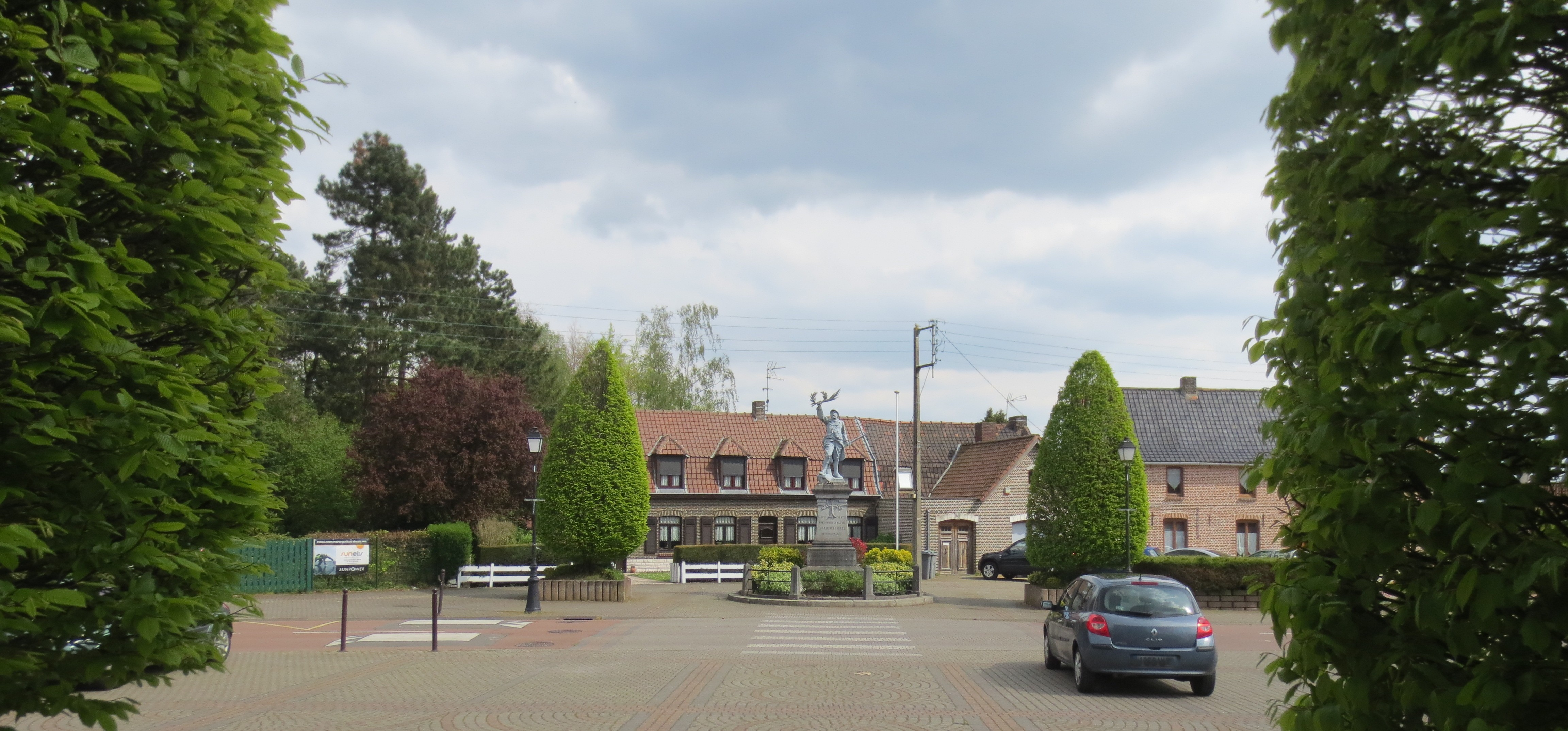
La place.
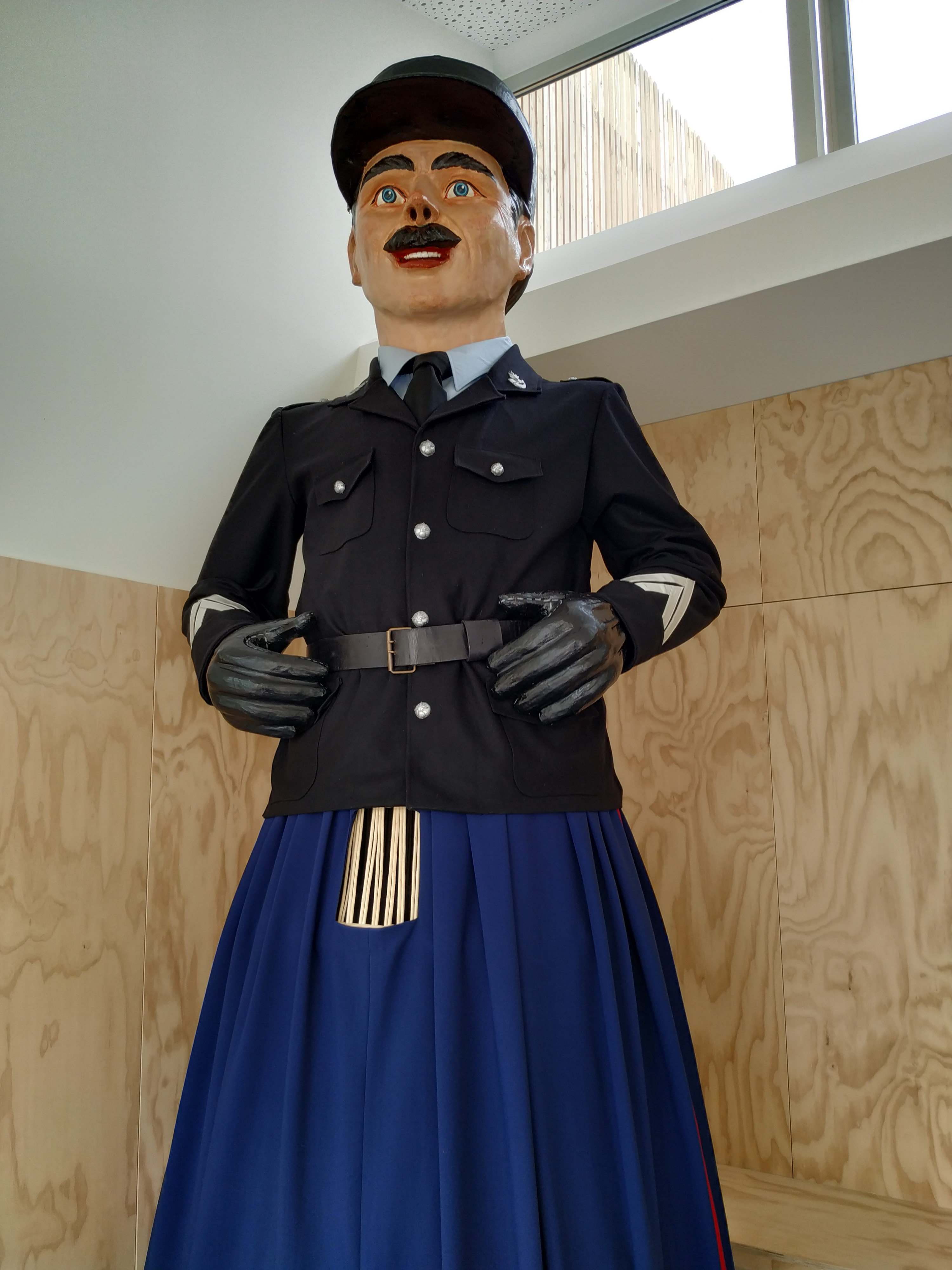
Le géant du village, Jean Gab'Lou

## Pour approfondir